# Contea di Madison (Illinois)
La contea di Madison (in inglese Madison County) è una contea dello Stato dell'Illinois, negli Stati Uniti. La popolazione al censimento del 2000 era di 258 941 abitanti. Il capoluogo di contea è Edwardsville.